# Капак Юпанкі (апо кіспай)
Капак Юпанкі (*Qhapaq Yupanki, д/н —1465) — військовий діяч імперії інків Тауантінсую, приєднав до неї значні землі на півночі.

## Життєпис
Походив з династії Верхнього Куско. Був сином Віракочі Інки, Капак Інки держави Куско. Здобув класичну освіту в імператорській школі ячауасі. У 1438 році при нападі війська чанка на Куско разом з братами Рока, Тупак Уарочірі та Кусі Юпанкі брав участь в обороні Куско. В подальшому звитяжив у походах Кусі Юпанкі, тепер імператора Інки Пачакутека, у війнах з численними державами чанка.
Звитяжив у війнах з племенами начанка та державою Кольа в 1440-х роках. Разом із Сапа Інкою (імператором) здійснив похід до берегів Тихого океану. Ймовірно з успіхом діяв в цій військовій кампанії.
У 1460 році призначається апо кіспаєм інкської армії задля здійснення великого північного походу. Спочатку завданням Капак Юпанкі було захоплення території, через яку час від часу насувалися на Тауантінсую із заходу чинча, що жили на узбережжі. У цій прикордонній області, між державою Чинча й імперією інків жили рукано, які майже без спротиву підкорилися інкам.
Слідом за цим розпочалася війна з державою Чинча. Капак Юпанкі вдалося захопити фортецю Паркос, внаслідок перемог при Тармі та Пумпу було зайнято долину Хауха та підкорено народ уанка в області Хунін. В цей час отримав наказ знищити усіх вояків-чанка, які були частиною інкської армії. Чанкі на чолі з Анко Айлью вирішили не чекати різанини. При першому ж зручному випадку, коли вони знаходилися в районі Уанака, вони таємно і непомітно вночі покинули інкську армію Капака Юпанкі, в результаті чого інки зазнали тяжкої поразки у битві при річці Янамайо.
За невиконання наказу імператору Капак Юпанкі загрожувала страта. Тому він став переслідувати чанка, але не досяг успіху. Тому Капак Юпанкі вирішив спокувати провину успіхом. Йому вдалося зайняти місто-державу Кахамарку, де захопив величезну здобич. Це відкрило шлях інкам до держави Чиму.
Вважаючи, що цією найважливішою перемогою він реабілітувався перед Інкою Пачакутеком, Капак Юпанкі зважився повернутися до Куско. Залишивши в Кахамарці значну залогу, він з іншою частиною свого війська швидко попрямував до центральних районів імперії.
В цій ситуації Сапа Інка видав наказ про страту Капака Юпанкі. Достеменно незрозуміло причину цього. За однією версією, за незмогу знищити чанка. За іншою — саме за свій успіх у захопленні Кахамарка й ця звитяга перевершила успіхи Пачакутека, а тому підняло авторитет Капак Юпанкі. З огляду на це Пачакутек міг побоюватися щодо амбіцій Капак Юпанкі, який був одружений з представницею знатного роду з підкореної держави чанка. До того ж у війську останнього перебував аукі (спадкоємець трону) Тупак Юпанкі. Ще однією версією є спроба підняти авторитет аукі Тупак Юпанкі, приписавши тому успіхи північного походу.
У 1465 році Капак Юпанкі та його найближчого помічника Уайна Юпанкі в Ліматампу («Місті пророцтв») було арештовано посланцями Сапа Інки, а незабаром страчено через повішення. Військо з багатствами до Куско привели Тупак Юпанкі та Апу Янкі.